# Mawtini
"Mawtini" (arabisk: موطني; Mit hjemland) er Iraks og Palæstinas nationalsang.
Sangen er oprindeligt skrevet som et digt af den palæstinensiske digter Ibrahim Touqan i cirka 1934 og blev senere nationalsang i både Palæstina og Irak. Den oprindelige musik er komponeret af Muhammad Fuliefil. I løbet af årene blev denne sang meget populær i Mellemøsten og den arabiske verden.[kilde mangler]
Under Saddam Husseins styre fra 1979 til 2003 var den gamle hymne Ardulfurataini Watan landets nationalsang. 